# Llista de poblacions ibèriques de Catalunya

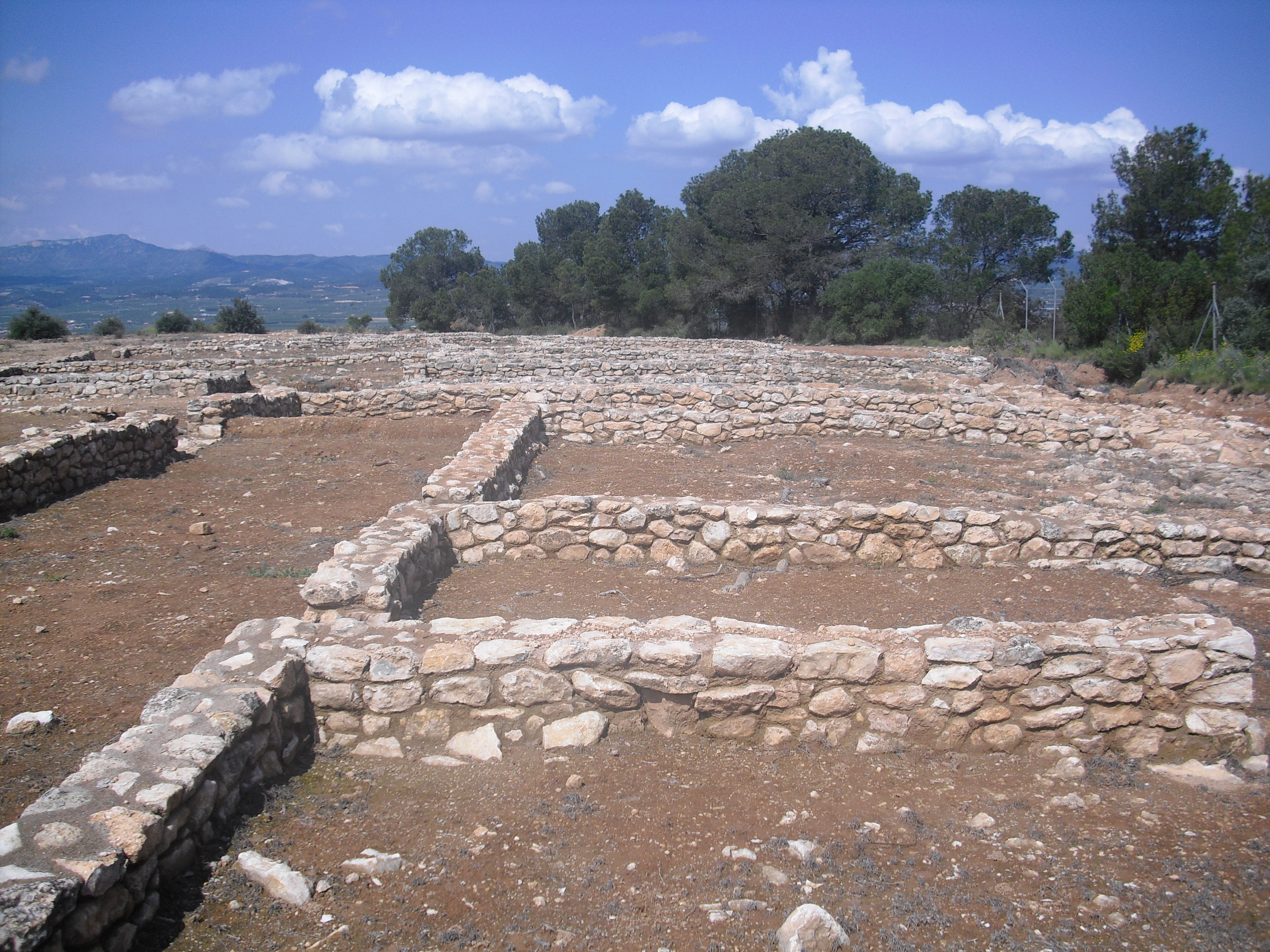
Vista de la zona d'habitatges del poblat del Castellet de Banyoles, a Tivissa

Els ibers, habitants preromans del llevant i sud de la península Ibèrica, van poblar el territori de l'actual Catalunya deixant nombroses restes que han arribat fins als nostres dies. Els més antics parteixen del segle vi aC i els últims es daten al voltant del segle i aC.
Aquests vilatges (terme preferible a "poblat") es trobaven gairebé sempre en zones privilegiades dalt de turons o petites muntanyes des d'on dominaven les terres i vies de comunicació circumdants. Es pot copsar un incipient urbanisme en la disposició de les edificacions que no posseïen fonaments i començaven amb una primera filera de construcció ciclòpia. En acabat s'aixecaven les parets de fang i es tancaven amb una coberta vegetal i fang a manera de sostrada. Existien espais comuns i públics, com ara places, temples, cisternes o sitges i d'altres especialitzats, com a forns de pa o de ceràmica. Tot plegat indueix a pensar que eren pobles que tenien una organització ben estructurada i amb una certa jerarquia social.
Aquesta és una llista dels poblats més importants dels ibers de Catalunya (En ordre alfabètic):

## Cadira del Bisbe
41° 30′ 41.38″ N, 2° 20′ 17.07″ E / 41.5114944°N,2.3380750°E
El jaciment iber de la Cadira del Bisbe està situat en la Serralada de Marina del terme municipal de Premià de Dalt i prop de 300 m sobre el nivell del mar. Va ser construït i habitat per la tribu de laietans sobre un turó a finals del segle vi aC el poblat estava emmurallat i amb una torre defensiva, la seva desaparició es data cap a l'any 200 aC amb l'arribada dels romans.
Ha estat objecte d'excavacions per diferents associacions a diverses dates des de l'any 1929 en la que va ser descobert per Joaquim Folch i Torres.

## Can Fatjó-Castell de Rubí
41° 29′ 38.5″ N, 2° 1′ 33.5″ E / 41.494028°N,2.025972°E
Al turó del Castell de Rubí es varen practicar excavacions que van demostrar una ocupació humana que pot arrencar fins i tot de finals del segle vi aC. Així mateix es van descobrir murs i dos pous del segle iv aC. Un d'ells és el pou més antic de Catalunya.
Però el més important d'aquest assentament és el camp de sitges de can Fatjó a uns 200 m al sud del castell, sobre una elevació situada al marge dret de la Riera de Rubí, igual que el castell.
Les més antigues estan datades al segle V aC i perduren fins ben bé entrada l'època romana (primera meitat del segle ii).
Sembla que l'establiment de can Fatjó podria ser el nucli de l'antiga ciutat de Rubricata, esmentada pel geògraf Claudi Ptolemeu al segle ii, a la vora del riu Rubricatus.

## Ca n'Oliver
41° 28′ 48″ N, 2° 8′ 5″ E / 41.48000°N,2.13472°E

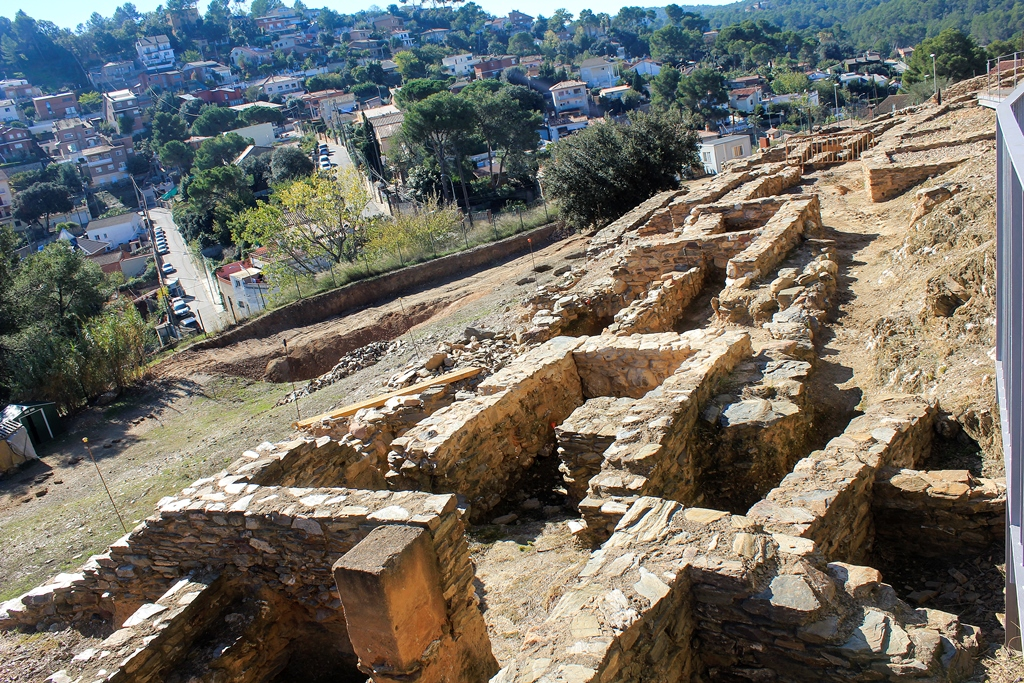
El poblat

El poblat ibèric de Ca n'Oliver de grans dimensions que es troba a la serra de Collserola, al territori antigament conegut com a Laietània i, actualment, dins del terme municipal de Cerdanyola del Vallès, al barri de Montflorit. Es tracta d'un jaciment arqueològic que va estar habitat entre el segle VI i el 50 aC i més endavant, a l'edat mitjana.

## Castellet de Banyoles
41° 3′ 43.5″ N, 0° 39′ 58.48″ E / 41.062083°N,0.6662444°E

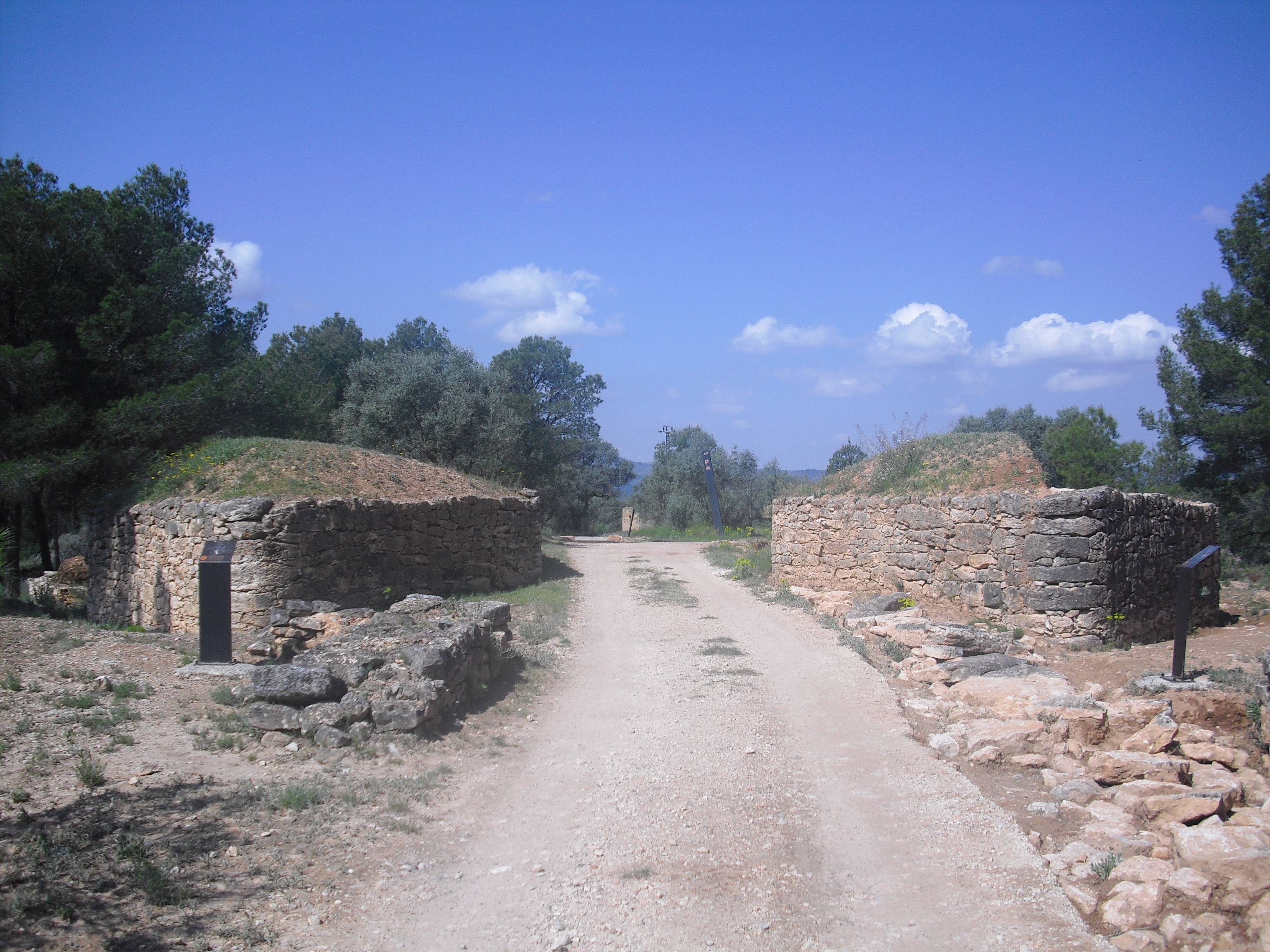
Torres de defensa a l'entrada del poblat de Castellet de Banyoles.

El Castellet de Banyoles, a la població de Tivissa, a la Ribera d'Ebre, és el poblat iber més extens de la Catalunya meridional. Destaca la seva posició dominant sobre el curs de l'Ebre i les seves magnífiques torres pentagonals de defensa. Els materials trobats suggereixen que va ser un assentament ilercavó del segle iv aC i que va ser destruït de manera violenta durant el segle iii aC.
A partir d'un fragment de plom amb una prova d'encunyació de moneda, els arqueòlegs han proposat que el nom iber de l'assentament era Kum.

## Castellruf

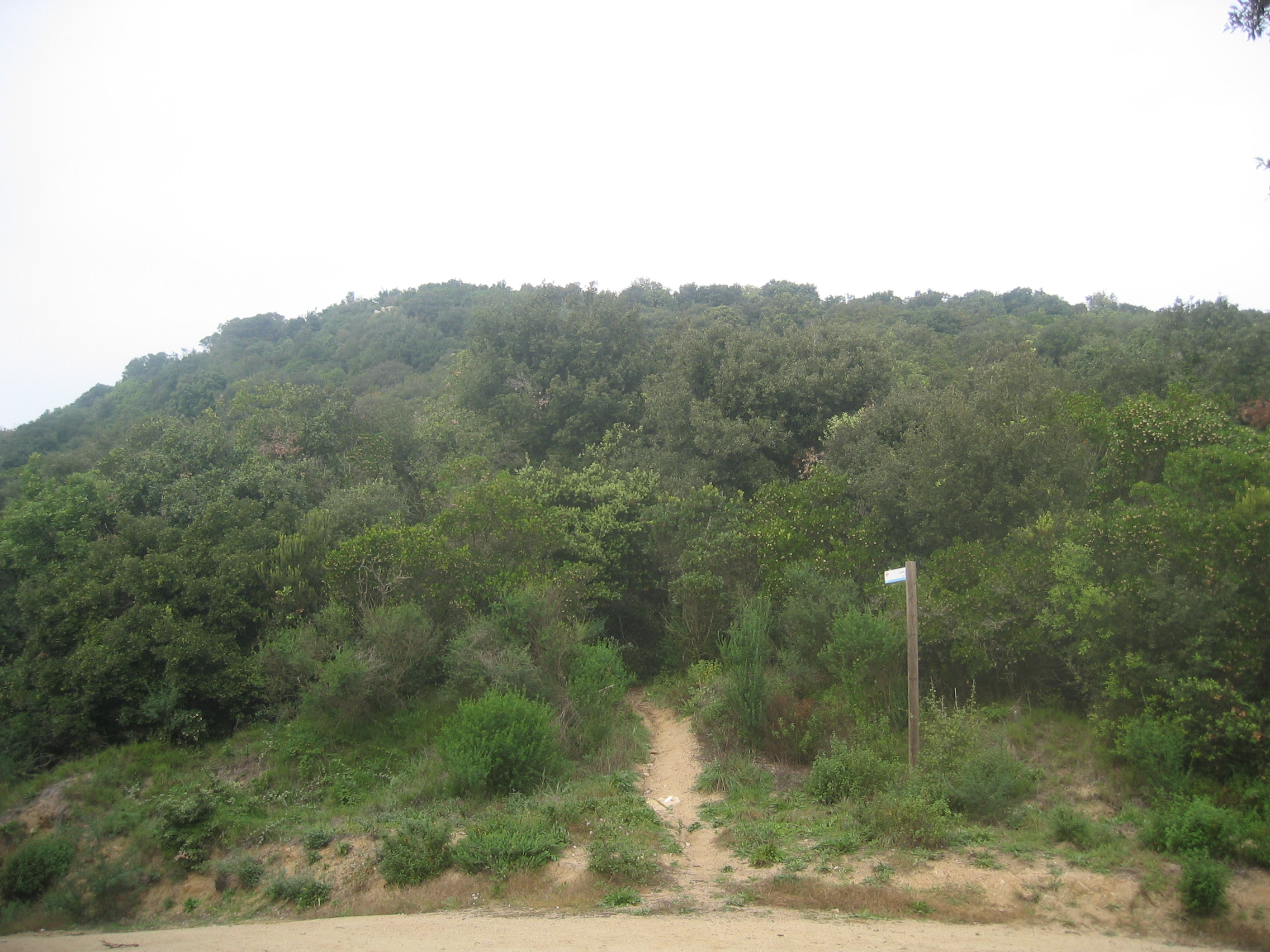
El Turó de Castellruf

El poblat ibèric de Castellruf són les restes d'un poblat iber situat en el Turó de Castellruf (459 m.), veí dels poblats del Turó de Montgat, del Puig Castellar i del Turó d'en Boscà. Està situat a Santa Maria de Martorelles, a la comarca del Vallès Oriental.
S'han trobat restes arqueològiques de mitjans del segle vii aC, que ja el 1931 Serra Ráfols va fer conèixer, el que va provocar espolis clandestins. Les següents prospeccions, des del 1985, han permès establir que l'extensió total del poblat és de 5000 m2 i que es trobava envoltat per una muralla. Sembla que va ser abandonat o destruït a principis del segle ii aC, a partir del canvi de les condicions econòmiques i polítiques, i de les campanyes de Cató i els seus seguidors.

## Kese
Kese, capital dels cessetans, fou una població ibèrica, documentada epigràficament a la llegenda d'una sèrie de monedes ibèriques, que hom ha volgut identificar amb una població citada per Polibi (qui l'anomena Cissa) i Titus Livi (qui l'anomena Cissis) a la vora de la qual es produí una batalla en què Gneu Corneli Escipió va derrotar el general cartaginès Hannó i el cap ilerget Indíbil el 218 aC. Si la identitat es confirma, cal situar Kese a l'interior, a l'Alt Camp o la conca de Barberà. Altrament, hom va proposar que no es tractes de la mateixa població, i llavors Cissa es podria identificar amb la ciutat romana que hi ha sota Guissona o amb la poblat ibèric del Molí d'Espígol.
A partir de treballs iniciats al 2014 al jaciment del Vilar de Valls, on s'ha descobert una gran ciutat cessetana, es creu que aquesta estaria ubicada a l'actual capital de l'Alt Camp. Les publicacions acadèmiques més actuals fan referència a la ciutat sota el nom Kissa.

## Ciutat ibèrica d'Ullastret
42° 0′ 23″ N, 3° 4′ 44″ E / 42.00639°N,3.07889°E

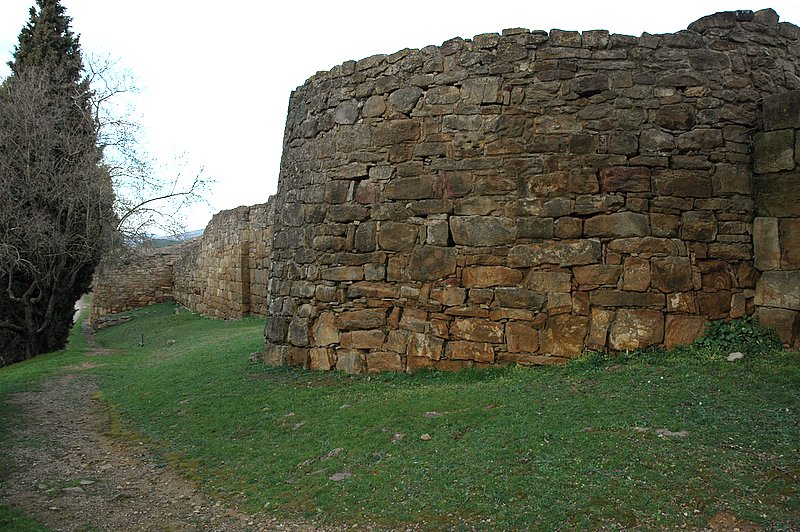
Part de les muralles del jaciment de la ciutat ibèrica d'Ullastret

La ciutat ibera d'Ullastret establerta al puig de Sant Andreu, des d'on es domina el paisatge suau i tranquil de l'Empordà. Dins el municipi d'Ullastret (Baix Empordà), és el major nucli urbà d'aquesta cultura, descobert fins ara a Catalunya. Es troba en el territori que els autors antics varen assignar a la tribu ibera dels indigets.
La ciutat va néixer al segle vi aC i des de finals d'aquest segle estava defensada per una magnífica muralla, que avui encara es conserva en gran part. A l'interior del recinte es poden veure restes d'habitatges, cisternes, sitges utilitzades per emmagatzemar gra i espais públics, com els temples. Amb l'arribada dels romans es va iniciar un procés de transformacions en el sistema d'ocupació i explotació econòmica del territori, que va portar a l'abandonament d'Ullastret durant el segle ii aC.

## Ciutat Ibèrica del Molí d'Espígol
41° 42′ 33.2″ N, 1° 4′ 17.4″ E / 41.709222°N,1.071500°E
Identificada amb l'antiga Atanagrum, està emplaçada a Tornabous, i constitueix un dels exemples d'urbanisme més importants dins de les poblacions dels ilergets. Va tenir un gran creixement que va obligar a construir també fora del seu emmurallament, arribant a ésser una de les ciutats més importants en aquest territori. El seu origen se situa des de la segona meitat del segle vi aC fins començaments del III aC durant la Segona Guerra Púnica.

## Cogulló
41° 48′ 31.75″ N, 1° 53′ 19.03″ E / 41.8088194°N,1.8886194°E
El poblat iber del Cogulló és un jaciment ibèric al sud-oest de Sallent, al Bages, dalt del turó conegut pel Cogulló, declarat bé cultural d'interès nacional.
Jaciment d'uns 2000 m² d'extensió a 200 m per sobre el Llobregat, és un dels més importants de l'interior de Catalunya per la gran importància militar i estratègica del que devia ésser un dels principals nuclis de població de Lacetània.
Fou ocupat des del final del segle vii aC fins al segle i aC. Poden establir-se tres fases diferents: una primera etapa d'iberització (segle VI aC-IV aC); una segona fase d'ibèric ple (segle III aC-I aC); i una tercera fase ibero-romana.
Les primeres notícies del poblat ibèric s'atribueixen al doctor Joan Maluquer de Motes el 1948. El 1966 la junta municipal d'Història i Arqueologia de Sallent feu una primera inspecció. Fou excavada a la dècada dels setanta per Ramon Camprubí.
Fou excavat entre 1960 i 1984 i posteriorment s'hi han fet tasques de neteja, consolidació i restauració.

## Darró
41° 12′ 45.18″ N, 1° 42′ 55.70″ E / 41.2125500°N,1.7154722°E
Darró és un poblat ibèric que es troba a ponent de l'actual passeig marítim de Vilanova i la Geltrú, al territori antigament conegut com a cossetània. Es tracta d'un jaciment arqueològic que va estar habitat entre el segle v aC fins al segle ii aC, quan sembla que es romanitza el poblat. Una mica més a llevant s'hi conserven restes d'una vil·la romana fundada al segle i aC dins del que era la colònia de Tàrraco. Es considera que l'indret fou abandonat al segle vi durant el regnat visigòtic, moment al qual pertanyen les tombes més recents.

## Gebut
41° 29′ 0.6″ N, 0° 27′ 59.4″ E / 41.483500°N,0.466500°E
Gebut és un poblat iber situat al municipi de Soses a la comarca del Segrià on varen viure un dels pobles més importants dels ibers, els ilergets. Va ser excavat i estudiat per Tarragó Pleyan a partir de l'any 1940-1942, presenta una calçada central amb carrers transversals i ha estat datat segurament del segle vi aC al segle iii aC. En aquesta mateixa zona es troben diferents assentaments documentats des de l'època del bronze final.

## Ibera
Va ser una ciutat de la tribu dels ilercavons, destruïda durant la Segona Guerra Púnica. La seva situació no es coneix fidelment, però pels escrits de Titus Livi es pot deduir que es trobava al delta de l'Ebre a la vora de la costa.

## L'Esquerda
41° 58′ 26.8″ N, 2° 18′ 45.99″ E / 41.974111°N,2.3127750°E

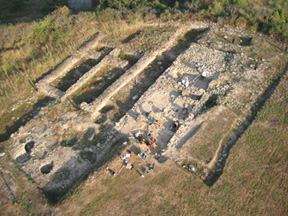
Excavació a l'àrea ibera de l'Esquerda.

Es troba en el límit dels termes municipals de Roda de Ter i Les Masies de Roda, comarca d'Osona, i va ser ocupat per la tribu dels ausetans.
Als segles V i IV aC es va construir a la zona un oppidum iber, protegit per una potent muralla que tancava l'únic accés possible a la petita península de L'Esquerda. Entre altres construccions, el poblat acollia dos tallers, un ceràmic i un altre metal·lùrgic. Un carrer longitudinal, orientat de nord a sud i amb el seu origen a la porta principal del poblat, organitzava tot l'espai interior. Aquest eix es va mantenir durant tota la vida del poblat. A la fi del segle iii aC o inicis del segle ii aC va sofrir un gran incendi que va destruir gran part de les seves estructures.

## Les Maleses

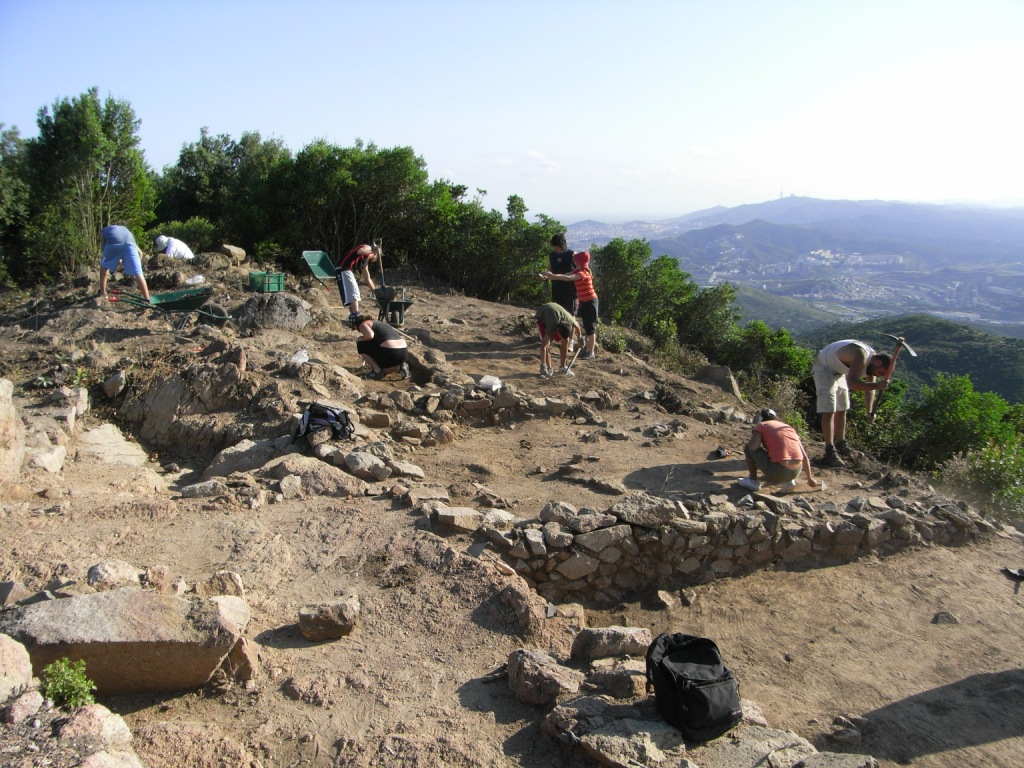
Jaciment de Les Maleses

El poblat de Les Maleses, ubicat a l'antiga Laietania, ocupa un cim, dalt de la Serralada de Marina, al Vallès Occidental. Aquest cim, a la vegada, serveix de límit municipal entre els termes de Montcada i Reixac i Sant Fost de Campsentelles.
Des del poblat s'observa una immensa panoràmica, des de la qual es pot dominar visualment tot el Vallès, part del Barcelonès i part del Maresme. Així mateix té bona visibilitat sobre els massissos del Montseny, Montserrat i Prepirineu. Aquesta ubicació proporcionava als habitants del poblat iber, un gran control sobre el territori.
Gràcies a les diferents intervencions arqueològiques, cronològicament podem situar el poblat entre els segles III i II aC. S'han efectuat diverses intervencions arqueològiques des de l'any 1928, però és des de l'any 2000, que el poblat està essent estudiat dins del projecte d'investigació arqueològica "El poblament protohistòric al jaciment ibèric del Turó de Les Maleses", amb nou campanyes portades a terme fins a l'any 2010.

## Masies de Sant Miquel
41° 16′ 17.51″ N, 1° 33′ 32.86″ E / 41.2715306°N,1.5591278°E
Es troba a Banyeres del Penedès. La zona arqueològica abasta una àmplia cronologia des del segle vi aC fins al II aC i engloba tres mostres diferents d'ús del territori: una necròpoli d'incineració, un poblat iber i una vila romana, el que permet explicar tot un procés cultural que inclou des dels ibers ilercavons als romans a la comarca del Penedès. L'extensió del poblat i el seu excepcional estat de conservació amb estructures que poden arribar a tres metres d'altura indiquen que pot ser un dels poblats més grans i millor conservats de Catalunya.

## Montbarbat
41° 44′ 6.4″ N, 2° 46′ 35.8″ E / 41.735111°N,2.776611°E
Es troba al cim de la muntanya que li dona nom, sobre la Serralada Litoral. Pertany al terme municipal de Lloret de Mar,en el límit amb Maçanet de la Selva. Poblat pels indigets, està envoltat per una línia de muralla d'un perímetre de 370 metres, reforçada amb, almenys, dues torres. Data del segle iv aC.

## Oleastrum
Oleastrum fou una ciutat del cossetans de la Tarraconense, en la via entre Dertosa i Tarraco. Se l'ha volgut identificar amb nombroses ciutats, però el més probable és que correspongui a la moderna Cambrils.

## Olèrdola
41° 18′ 13.8″ N, 01° 42′ 34.4″ E / 41.303833°N,1.709556°E

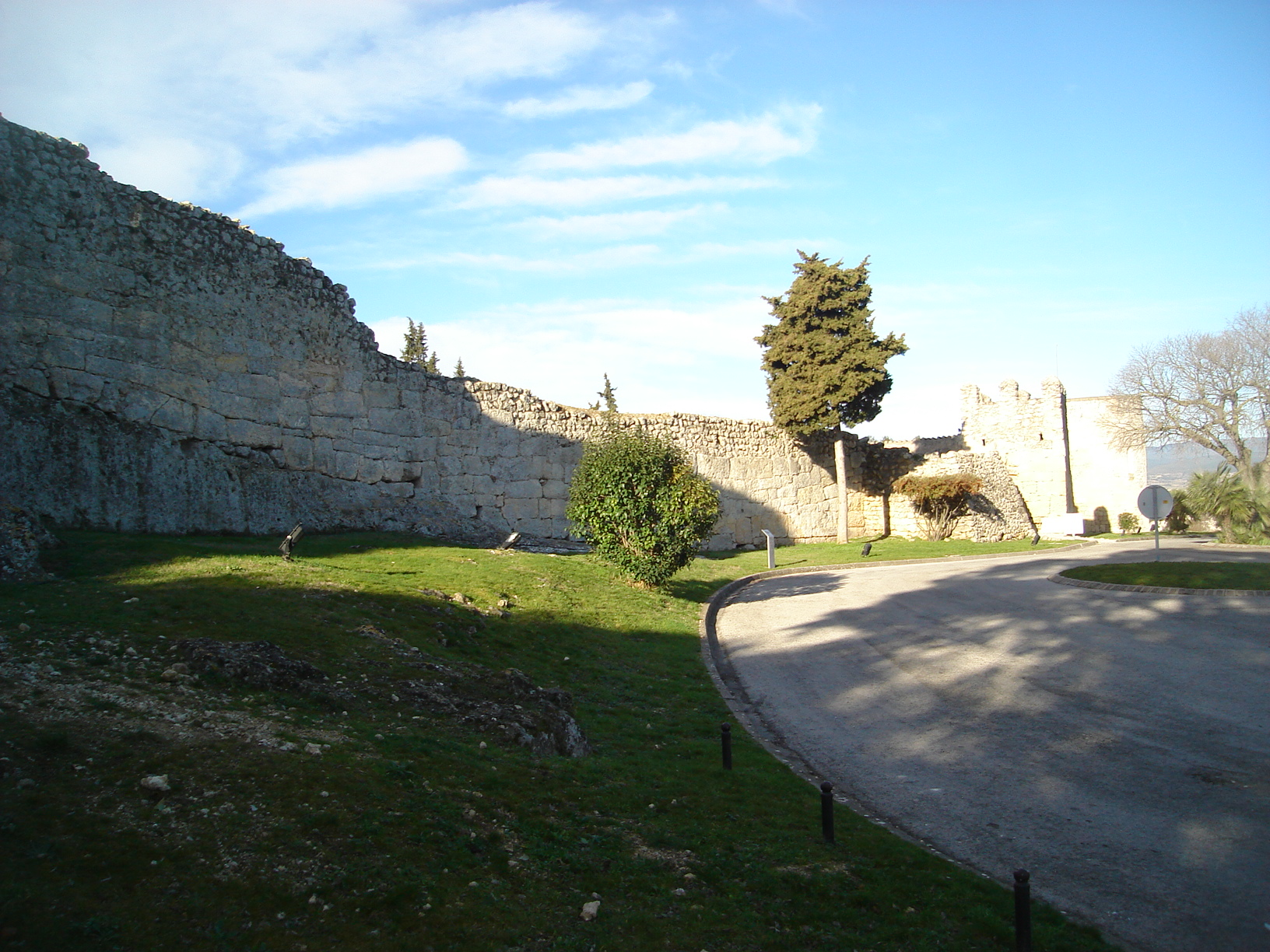
Muralla

Entre els segless V-IV i I aC, Olèrdola va ser ocupada pels cossetans, un dels pobles ibers que ocupava la zona costanera catalana Tarraconense. L'oppidum (poblat fortificat) iber era de considerable extensió (3,5 ha) i els seus habitants s'instal·laren a la part baixa de la plataforma rocosa, adaptant l'estructura preurbana a l'orografia del terreny i aprofitant la muralla ja existent. A la dreta de la porta d'entrada del recinte s'hi concentraven diversos tallers artesans que funcionaren entre el segle IV i la fi del segle iii aC, entre ells una tintoreria i/o adoberia única documentada al món iber. Actualment el jaciment iber forma part del Conjunt Monumental del Castell d'Olèrdola, amb restes iberes, romanes i medievals.

## Palfuriana
Palfuriana fou una ciutat de la Tarraconense al territori dels cossetans entre Bàrcino i Tarraco. Se l'identifica generalment com el Vendrell.

## Penya del Moro
41° 23′ 48″ N, 2° 4′ 00″ E / 41.39667°N,2.06667°E

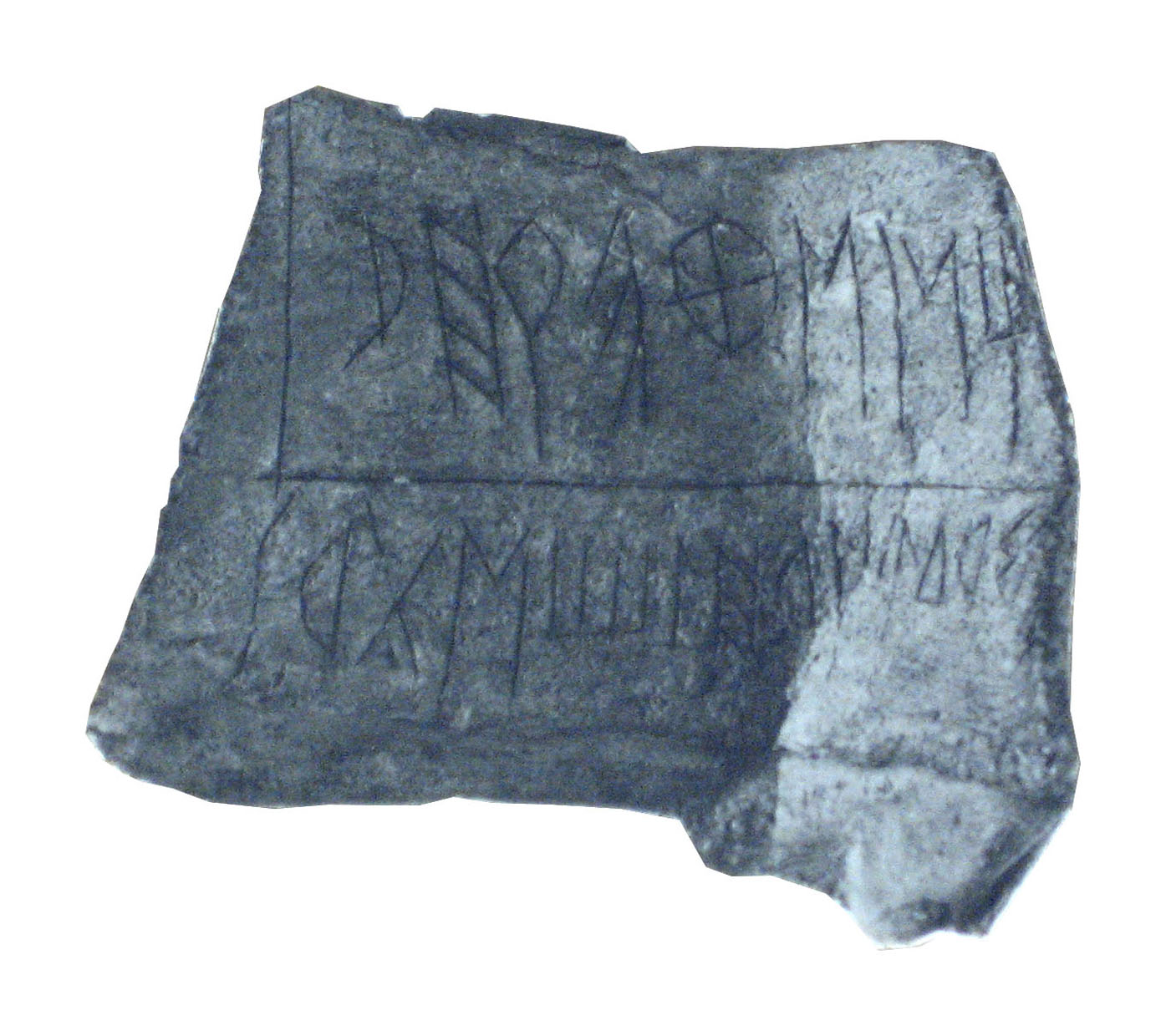
Plaqueta de plom de la penya del Moro que es conserva al Museu d'Arqueologia de Catalunya a Barcelona

La penya del Moro és un turó de 277 m d'altitud a la serra de Collserola (dins del límit del parc de Collserola) al confí dels municipis de Sant Just Desvern i Sant Feliu de Llobregat (comarca del Baix Llobregat) amb jaciments d'un poblat iber i d'una fortificació medieval. Antigament es coneixia com a puig Castellar. Va ser un assentament ocupat pels laietans des del segle vi aC.
Durant les excavacions realitzades entre 1972 i 2002 s'ha descobert que les cases van ser construïdes en terrasses artificials seguint el pendent natural del terreny i dividides en dues fileres. També s'han trobat restes de diversos tipus de ceràmica, però la peça més important trobada és la d'una plaqueta de plom del segle iv aC amb inscripcions d'escriptura ibèrica.

## Pla de Santa Bàrbara
El poblat ibèric del Pla de Santa Bàrbara, de la tribu dels cossetans, està ubicat en el lloc més elevat de l'actual nucli urbà de Montblanc (Conca de Barberà), molt a prop del riu Francolí.
Des de fragments de ceràmica trobats a les excavacions arqueològiques realitzades durant el segle xx, s'han deduït les relacions comercials que mantenien amb altres civilitzacions entre els segles IV aC i III aC. El poblat es va abandonar cap a la segona meitat del segle ii aC. Les seves cases estan estructurades en forma radial, construïdes amb una base de pedra, rectangulars i amb un escó al llarg d'una de les parets.

## Puig Castellar
41° 28′ 13″ N, 2° 12′ 23.8″ E / 41.47028°N,2.206611°E
Està situat en el cim del Turó del Pollo, a Santa Coloma de Gramenet, i va estar ocupat pels laietans entre els segles VI aC i III aC. Va ser descobert entre els anys 1904 i 1905 per Ferran Segarra i de Siscar. Després de diverses campanyes, el 1958 es van trobar les tres troballes més importants, el cap de Tanit deessa de la fecunditat en terracota, un capfoguer ibèric de ferro i un crani humà enclavat.

## Puig de Castellet
41° 42′ 57.3″ N, 2° 50′ 54.2″ E / 41.715917°N,2.848389°E
El Puig de Castellet és un jaciment iber situat a Lloret de Mar, comarca de la  Selva ocupat pels ausetans, que va ser construït amb una tipologia anomenada de «fortificació de barrera» al segle iii aC i que tot just va durar uns cinquanta anys en ésser abandonat després de la conquesta romana. Era utilitzat com a Torre de sentinella per controlar la costa. Actualment forma part de la Ruta dels Ibers.

## Puiggraciós
41° 42′ 12″ N, 2° 14′ 30″ E / 41.70333°N,2.24167°E
El poblat ibèric de Puiggraciós, al cim de la muntanya del mateix nom entre els termes municipals de Bigues i Riells i l'Ametlla del Vallès, és un assentament iber dels laietans que data del segle iii aC fins a l'època romana i que va tenir la seva màxima esplendor durant el segle I aC.
La situació del poblat de Puiggraciós va tenir un paper rellevant en el control territorial de la plana vallesana i del pas del Congost, via de penetració natural del Vallès, territori dels Laietans, cap a la Plana de Vic, territori dels Ausetans.

## Rubricata
Rubricata (grec Ῥουβρίκατα) fou una ciutat dels laietans esmentada per Claudi Ptolemeu a la Tarraconense, a la vora del riu Rubricatus. Podria correspondre a Olesa de Montserrat. En tot cas, el corrent predominant avui en dia situa aquesta polis ibèrica en el lloc de Rubí, concretament al poblat Ibèric de Can Fatjó.

## Sant Sebastià de la Guarda
41° 53′ 51.5″ N, 3° 12′ 8″ E / 41.897639°N,3.20222°E

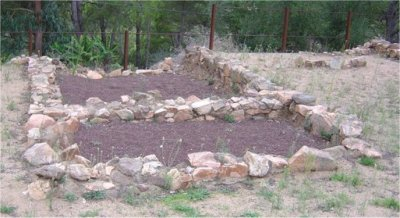
Jaciment ibèric de Sant Sebastià de la Guarda

Sant Sebastià de la Guarda o Sant Sebastià de la Guaita és un poblat ibèric de la tribu dels indigets, situat al terme municipal de Palafrugell, al Baix Empordà, està datat entre els segles V aC al I aC. El jaciment es troba al cim de la muntanya que, en entrar al mar, forma el cap de Sant Sebastià.
Una característica especial d'aquest assentament són les quinze sitges excavades en la roca. Les cases constaven de dues habitacions cada una i es disposaven en diversos carrers.

## Setelsis
Setelsis (Σετελσίς o Σελενσίς) fou una ciutat dels iacetans a la Hispània Tarraconense. Se l'ha identificat amb Solsona.

## Torre dels Encantats
41° 34′ 19.89″ N, 2° 31′ 50.49″ E / 41.5721917°N,2.5306917°E
Està situat al turó de Puig Castellar en el terme d'Arenys de Mar, va ser habitat per la tribu ibera dels laietans entre els segle v aC fins a mitjan segle i aC. La seva descoberta es va produir per l'historiador Joaquim Salarich i Verdaguer el 1881 i s'han fet diverses campanyes arqueològiques que han demostrat l'existència d'una foneria de ferro, juntament amb sitges per a la conservació del gra i nombroses peces de terrissa de la tipologia de la cultura dels camps d'urnes.

## Turó d'en Boscà
41° 28′ 15″ N, 2° 14′ 27.8″ E / 41.47083°N,2.241056°E
Es troba al terme de Badalona, sobre el cim del turó d'en Boscà. La seva fundació està datada del segle iv aC i va ser habitat per la tribu dels laietans. Constava d'una estructura d'habitatges dintre d'un recinte murallat amb dues torres de defensa, una quadrada i una altra circular visibles encara per les seves bases.
Fins al moment (2009), no s'ha trobat cap prova d'invasió per part dels romans, sinó d'assimilació cultural entre tots dos pobles com semblen demostrar les esteles funeràries romanes trobades on es copsen inscripcions amb grafia ibera. Va entrar en declivi cap a la meitat del segle i aC.

## Turó de Céllecs
41° 33′ 31″ N, 2° 20′ 23″ E / 41.55861°N,2.33972°E
Es troba al terme de Òrrius, sobre el cim del turó de Céllecs. Petit assentament ibèric de la tribu dels laietans en un dels punts més elevats de la serralada litoral, ocupat com a mínim del segle iv aC fins a la primera meitat del segle ii aC. Constava d'una muralla trapezial d'uns 200 metres que envoltava l'assentament i nou habitacions de planta rectangular a l'interior.

## Turó Cremat
41° 35′ 36″ N, 2° 21′ 27″ E / 41.59333°N,2.35750°E
Es troba al terme de La Roca del Vallès, sobre el cim del turó Cremat, al Parc de la Serralada Litoral. Les restes inclouen una muralla de pedra seca de 70 metres de llargada en forma de L.

## Turó de Montgat
41° 27′ 57.3″ N, 2° 16′ 43.2″ E / 41.465917°N,2.278667°E
Está situat sobre turó proper a la costa, al municipi de Montgat i pertanyent a la tribu dels laietans. Diverses excavacions efectuades han permès datar l'assentament anterior al segle v aC.

## Els Vilars
41° 34′ 05.8″ N, 0° 57′ 15.1″ E / 41.568278°N,0.954194°E
Es tracta d'una fortalesa situada a 4 km d'Arbeca, comarca de Les Garrigues. Construïda fa 2800 anys, va estar habitada sense interrupcions durant quatre-cents anys. Pertanyia a la cultura dels camps d'urnes i poblada pels ilergets prop del segle v aC fins al III aC.
El poblat es va construir en una plana a la vora del riu Corb i es trobava completament fortificat per una muralla de cinc metres d'amplada. Dintre de la muralla els carrers estrets radiaven a una plaça central i seguien la forma oval marcada pel recinte.